# غارفيلد يصبح حقيقيا
غارفيلد يصبح حقيقيا (بالإنجليزية: Garfield Gets Real)‏ هو فيلم أمريكي يعتمد على الرسوم الكاريكاتورية للقطط غارفيلد. هذا هو أول رسم متحرك رقمي لـ Garfield ، والذي تم إصداره على DVD فقط.

## روابط خارجية
- غارفيلد يصبح حقيقيًا على موقع IMDb (الإنجليزية)
- غارفيلد يصبح حقيقيًا على موقع روتن توميتوز (الإنجليزية)
- غارفيلد يصبح حقيقيًا على موقع نتفليكس (الإنجليزية)
- غارفيلد يصبح حقيقيًا على موقع قاعدة بيانات الأفلام العربية
- غارفيلد يصبح حقيقيًا على موقع ألو سيني (الفرنسية)
- غارفيلد يصبح حقيقيًا على موقع Turner Classic Movies (الإنجليزية)
- غارفيلد يصبح حقيقيًا على موقع أول موفي (الإنجليزية)
- غارفيلد يصبح حقيقيًا على موقع فيلمافينيتي (الإسبانية)
- غارفيلد يصبح حقيقيًا على موقع قاعدة بيانات الفيلم (الإنجليزية)
- غارفيلد يصبح حقيقيًا على موقع ليتربوكسد (الإنجليزية)
- الموقع الرسمي